# NGC 576
NGC 576 é uma galáxia espiral barrada (SB0-a) localizada na direcção da constelação de Phoenix. Possui uma declinação de -51° 35' 53" e uma ascensão recta de 1 horas, 28 minutos e 57,4 segundos.
A galáxia NGC 576 foi descoberta em 3 de Outubro de 1834 por John Herschel.